# Трамор
Трамор (енгл. Tramore, ир. Trá Mhór) је град у Републици Ирској, у јужном делу државе. Град је у саставу округа округа Вексфорд, где представља трећи по величини град и важно средиште.
Трамор је у Ирској познат као место за посебно благом климом, па се ту развио летњи и приморски туризам.

## Природни услови
Град Трамор се налази у јужном делу ирског острва и Републике Ирске и припада покрајини Манстер. Град је удаљен 180 километара јужно од Даблина. 
Трамор је смештен на јужној обали ирског острва, у истоименом заливу, делу Атлантика. Градско приобаље је у виду лагуне и песковито је, па је последњих деценија постало познато по лепим купалиштима. Надморска висина средишњег дела града је око 20 метара.
Клима: Клима у Трамору је умерено континентална са изразитим утицајем Атлантика и Голфске струје. За подручје ирског острва клима је посебно пријатна и топла, па је град важно туристичко одредиште, посебно лети.

## Историја
Подручје Трамора било је насељено већ у време праисторије. Међутим, све до доласка железнице то је било безначајно рибарско село. када је средином 19. века ту дошла железница почео је развоја насеља као туристичког одредишта.
Трамор је од 1921. године у саставу Републике Ирске. Потом је следило више деценија стагнације. Опоравак града започео је тек последњих деценија, када је Трамор поново забележио нагли развој и раст.

## Становништво
Према последњим проценама из 2011. године. Трамор је имао мање од 9 хиљада становника у граду и преко 10 хиљада у широј градској зони. Последњих година број становника у граду се повећава.

## Привреда
Трамор је познат по туризму и другим делатности терцијарног сектора (услуге, трговина, угоститељство).

## Збирка слика
- Градско језгро Трамора
- Једно од градских купалишта
- Поглед на море
- Градска железничка станица